# 1906. évi nyári olimpiai játékok
Az 1906. évi nyári olimpiai játékokat – melyet gyakran „pánhellén” olimpiának vagy időközi olimpiai játékoknak is neveztek – az első újkori olimpia 10 éves jubileuma alkalmából 1906. április 22. és május 2. között  rendezték meg a görögországi Athénban. Utóbb nem tekintették hivatalos olimpiának, mivel nem az előző játékok után négy évvel tartották, és nem a Nemzetközi Olimpiai Bizottság választotta ki a helyszínt, ugyanakkor népszerűsítő hatása nagyban hozzájárult az olimpiai mozgalom életben maradásához.

## Részt vevő nemzetek

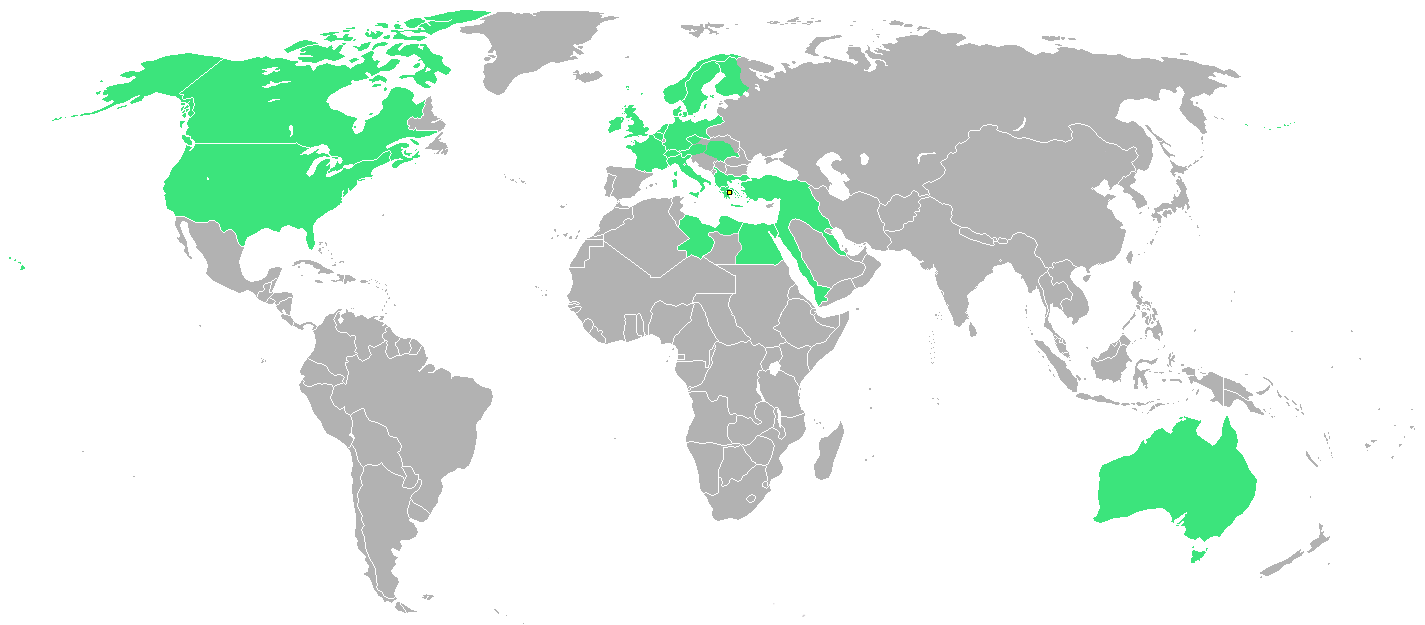
A „pánhellén” olimpián részt vevő nemzetek

21 nemzet küldte el sportolóit Athénba.
- Ausztrália (AUS) (?)
- Ausztria (AUT) (?)
- Belgium (BEL) (?)
- Cseh Királyság (BOH) (?)
- Dánia (DEN) (?)
- Egyesült Államok (USA) (?)
- Egyiptom (EGY) (?)
- Finnország (FIN) (?)
- Franciaország (FRA) (?)
- Görögország (GRE) (?)
- Hollandia (NED) (?)
- Kanada (CAN) (?)
- Kréta
- Magyarország (HUN) (?)
- Nagy-Britannia (GBR) (?)
- Németország (GER) (?)
- Norvégia (NOR) (?)
- Olaszország (ITA) (?)
- Svájc (SUI) (?)
- Svédország (SWE) (?)
- Törökország (TUR) (?)

## Olimpiai versenyszámok
| Versenyszámok az 1906. évi nyári olimpiai játékokon |        |        |        |        |          |
| Sportág, szakág                                     | Egyéni | Egyéni | Csapat | Csapat |          |
| Sportág, szakág                                     | férfi  | női    | férfi  | vegyes | összesen |
| atlétika                                            | 21     | 0      | 0      | 0      | 21       |
| birkózás                                            | 4      | 0      | 0      | 0      | 4        |
| evezés                                              | 3      | 0      | 3      | 0      | 6        |
| kerékpározás                                        | 5      | 0      | 1      | 0      | 6        |
| kötélhúzás                                          | 0      | 0      | 1      | 0      | 1        |
| labdarúgás                                          | 0      | 0      | 1      | 0      | 1        |
| műugrás                                             | 1      | 0      | 0      | 0      | 1        |
| lövészet                                            | 16     | 0      | 0      | 0      | 16       |
| súlyemelés                                          | 2      | 0      | 0      | 0      | 2        |
| úszás                                               | 3      | 0      | 1      | 0      | 4        |
| tenisz                                              | 1      | 1      | 1      | 1      | 4        |
| torna                                               | 3      | 0      | 1      | 0      | 4        |
| vívás                                               | 6      | 0      | 2      | 0      | 8        |
|                                                     |        |        |        |        |          |
| Összesen                                            | 65     | 1      | 9      | 1      | 76       |

## Éremtáblázat
| Az 1906. évi nyári olimpiai játékok éremtáblázata | Az 1906. évi nyári olimpiai játékok éremtáblázata | Az 1906. évi nyári olimpiai játékok éremtáblázata | Az 1906. évi nyári olimpiai játékok éremtáblázata | Az 1906. évi nyári olimpiai játékok éremtáblázata | Olimpia  |
| ------------------------------------------------- | ------------------------------------------------- | ------------------------------------------------- | ------------------------------------------------- | ------------------------------------------------- | -------- |
|                                                   | Ország                                            | Arany                                             | Ezüst                                             | Bronz                                             | Összesen |
| 1                                                 | Franciaország (FRA)                               | 15                                                | 9                                                 | 16                                                | 40       |
| 2                                                 | Egyesült Államok (USA)                            | 12                                                | 6                                                 | 6                                                 | 24       |
| 3                                                 | Görögország (GRE)                                 | 8                                                 | 14                                                | 13                                                | 35       |
| 4                                                 | Nagy-Britannia (GBR)                              | 8                                                 | 11                                                | 5                                                 | 24       |
| 5                                                 | Olaszország (ITA)                                 | 7                                                 | 6                                                 | 3                                                 | 16       |
| 6                                                 | Svájc (SUI)                                       | 5                                                 | 6                                                 | 4                                                 | 15       |
| 7                                                 | Németország (GER)                                 | 4                                                 | 6                                                 | 5                                                 | 15       |
| 8                                                 | Norvégia (NOR)                                    | 4                                                 | 2                                                 | 1                                                 | 7        |
| 9                                                 | Ausztria (AUT)                                    | 3                                                 | 3                                                 | 3                                                 | 9        |
| 10                                                | Dánia (DEN)                                       | 3                                                 | 2                                                 | 1                                                 | 6        |
| 11                                                | Svédország (SWE)                                  | 2                                                 | 5                                                 | 7                                                 | 14       |
| 12                                                | Magyarország (HUN)                                | 2                                                 | 5                                                 | 3                                                 | 10       |
| 13                                                | Belgium (BEL)                                     | 2                                                 | 1                                                 | 3                                                 | 6        |
| 14                                                | Finnország (FIN)                                  | 2                                                 | 1                                                 | 1                                                 | 4        |
| 15                                                | Kanada (CAN)                                      | 1                                                 | 1                                                 | 0                                                 | 2        |
| 16                                                | Hollandia (NED)                                   | 0                                                 | 1                                                 | 2                                                 | 3        |
| 17                                                | Nemzetközi Csapat (ZZX)                           | 0                                                 | 1                                                 | 0                                                 | 1        |
| 18                                                | Ausztrália (AUS)                                  | 0                                                 | 0                                                 | 3                                                 | 3        |
| 19                                                | Cseh Királyság (BOH)                              | 0                                                 | 0                                                 | 2                                                 | 2        |
|                                                   |                                                   |                                                   |                                                   |                                                   |          |
|                                                   |                                                   |                                                   |                                                   |                                                   |          |
| Összesen                                          | Összesen                                          | 78                                                | 80                                                | 78                                                | 236      |

## Labdarúgótorna
A nyári olimpiai játékokon bemutató jelleggel három csapat részvételével labdarúgótornát rendeztek. A torna eredményei: Dánia–Szmirna (5:1), Dánia–Görögország (9:0), a tornát Dánia nyerte. A szmirnai csapatot öt brit, két francia és négy görög labdarúgóból álló társaság képezte. Szmirna, ma Izmir, az első világháború  előtt is  Törökország része volt, ma Törökország egyik legnagyobb városa az Égei-tenger partján, kereskedelmi-kikötő, de 1920 előtt lakosságának nagy része görög volt. 

## Róma visszalépése az 1908-as olimpia rendezésétől
Az 1908. évi olimpia rendezésre kijelölt Róma bejelentette, hogy képtelen megrendezni az 1908-as versenyeket. Az ok gazdasági volt: a Vezúv kitörése olyan károkat okozott az országnak, ami lehetetlenné tette a korábbi vállalás teljesítését. Az olimpián jelen lévő VII. Eduárd brit király és a vívásban versenyző William Grenfell, Desborough bárója Olaszország visszalépése miatt vállalták, hogy az 1908. évi nyári olimpiát Londonban megrendezik.

## A magyar csapat szereplése

### aranyérem
- atlétika:
  - 3000 m gyaloglás – 15 perc 13,6 mp – Sztantics György
- úszás:
  - 4×250 méteres staféta – 16 perc 52,4 mp – Halmay Zoltán erdőtelki, Hajós Henrik (Guttmann Henrik), Kiss Géza (Klein Géza, Drippei Klein, majd Drippey), Ónody József

### ezüstérem
- atlétika:
  - magasugrás – 175 cm – Gönczy Lajos dr. (Grőn)
  - súlydobás – 11 m 83,0 cm – Dávid Mihály dr.
  - öttusa-ötpróba (atlétikai ötösverseny) – (helyből távolugrás; gerelyvetés; diszkoszvetés; 192 m stadion futás; birkózás, kf.) – 25 pont – Mudin István
- úszás:
  - 100 m gyorsúszás – 1 perc 14,2 mp – Halmay Zoltán erdőtelki
- torna:
  - függeszkedés – 13,8 mp – Erődy Béla (Erődi Béla)

### bronzérem
- atlétika:
  - Hellén diszkoszvetés – 31 m 91 cm – Mudin István
- birkózás:
  - könnyűsúly – Holubán Ferenc
- vívás:
  - kard, 3 tusra – Tóth Péter dr.

### negyedik hely
- úszás:
  - 400 m – 177,25 cm – Bruckner Alajos (Blédy)
- vívás:
  - kard csapat – Apáthy Jenő, Mészáros Lóránt, Nagy Béla, Tóth Péter dr.

### ötödik hely
- atlétika:
  - diszkoszvetés – 34 m 80 cm – Luntzer György
  - helyből magasugrás – Gönczy Lajos dr.
  - rúdugrás – Kiss Imre
- sportlövészet:
  - párbajpisztoly – Török Sándor gróf
- vívás:
  - kard – Mészáros Lóránt

### hatodik hely
- atlétika:
  - helyből távolugrás – 286 cm – Somodi István dr.
- torna:
  - 6-os összetett – Erődy Béla (Erődi Béla)
  - mintacsapat – Dánér Béla, Erdős Árpád, Erődy Béla (Erődi Béla), Gráf Frigyes, Kakas Gyula, Kovács Nándor, Szabó Kálmán, Szűcs Vilmos
- vívás:
  - kard – Apáthy Jenő

### Helyezetlen résztvevők
- Hellmich Miksa atlétika 100 m síkfutás
- Kovács Nándor atlétika 110 gát
- Strausz Gyula atlétika  diszkoszvetés, görög diszkoszvetés, gerelyhajítás
- Szegedy Géza atlétika magasugrás, helyből magasugrás 9.
- Vargha Pál atlétika 110 gát, távolugrás 10., gerelyhajítás 11., ötpróba 22.